# Jeremie Vaneeckhout
Jeremie Vaneeckhout, né le 4 juin 1985 à Waregem, est un homme politique belge, membre du parti écologiste Groen, qu'il co-préside avec Nadia Naji de juin 2022 à décembre 2024.

## Biographie
Jeremie Vaneeckhout naît le 4 juin 1985 à Waregem.
Lors des élections régionales de 2019, il est élu député au Parlement flamand.